# Koncse
Koncse városa az azonos nevű község székhelye Észak-Macedóniában.

## Népesség
Koncse városának 2002-ben 967 lakosa volt, melyből 521 török, 444 macedón és 2 egyéb.
Koncse községnek 2002-ben 3536 lakosa volt, melyből 3009 macedón (85,1%), 521 török (14,7%) és 6 egyéb nemzetiségű.

## A községhez tartozó települések
- Koncse
- Gabrevci
- Garvan
- Gornya Vrastica
- Gornyi Lipovity
- Dedino
- Dolna Vrastica
- Dolni Lipovity
- Dolni Rades
- Zagorci
- Lubnica (Koncse)
- Negrenovci
- Rakitec
- Szkorusa